# Holomelia mirabilis
Holomelia mirabilis är en skalbaggsart som beskrevs av Brenske 1891. Holomelia mirabilis ingår i släktet Holomelia och familjen Melolonthidae. Inga underarter finns listade i Catalogue of Life.